# Steph Swainston
Œuvres principales
- L'Année de notre guerre
- No Present Like Time

Stephanie Swainston, née en 1974 à Bradford en Angleterre, est un écrivain britannique.

## Biographie
Steph Swainston est née en 1974 et est originaire de Bradford, en Angleterre. Elle a étudié l'archéologie à l'Université de Cambridge, dont elle est diplômée. Elle a ensuite mené des fouilles pendant trois ans parmi les plus vieux vestiges anglais. Elle a également touché à des domaines aussi variés que le développement de médicaments à partir du cannabis ou encore vétérinaire de zoo. Parallèlement à son métier d'écrivain, elle travaille actuellement à un projet touchant à la Défense.
Son premier roman, L'Année de notre guerre, paru en 2004, a reçu le Crawford Award en 2005 et sa suite, No Present Like Time, est parue la même année. Son œuvre est actuellement publiée en France par les éditions Bragelonne.
En tant que romancière, Stef Swainton appartient à la vague « New Weird » tout comme China Miéville, par exemple. Ces auteurs cherchent à s'affranchir des limites traditionnelles de la fantasy.

## Œuvres

### SérieLes Livres du château
1. L'Année de notre guerre, Bragelonne, 2005 ((en) The Year of Our War, Gollancz, 2004)
2. (en) No Present Like Time, Gollancz, 2005
3. (en) The Modern World, Gollancz, 2007Publié par Eos sous le titre Dangerous Offspring
4. (en) Above the Snowline, Gollancz, 2010